# Municipio de Jefferson (condado de Noble, Indiana)
El municipio de Jefferson (en inglés: Jefferson Township) es un municipio ubicado en el condado de Noble en el estado estadounidense de Indiana. En el año 2010 tenía una población de 1604 habitantes y una densidad poblacional de 18,4 personas por km².

## Geografía
El municipio de Jefferson se encuentra ubicado en las coordenadas 41°23′25″N 85°21′26″O / 41.39028, -85.35722. Según la Oficina del Censo de los Estados Unidos, el municipio tiene una superficie total de 87.2 km², de la cual 86,42 km² corresponden a tierra firme y (0,89 %) 0,78 km² es agua.

## Demografía
Según el censo de 2010, había 1604 personas residiendo en el municipio de Jefferson. La densidad de población era de 18,4 hab./km². De los 1604 habitantes, el municipio de Jefferson estaba compuesto por el 98,5 % blancos, el 0,19 % eran afroamericanos, el 0,25 % eran amerindios, el 0,25 % eran asiáticos, el 0,31 % eran de otras razas y el 0,5 % eran de una mezcla de razas. Del total de la población el 0,94 % eran hispanos o latinos de cualquier raza.